# Balaskó Iván
Balaskó Iván (Budapest, 1979. szeptember 14. –) magyar labdarúgó.